# Charles A. Holt
Charles A. Holt (* 2. Oktober 1948 in Richmond (Virginia)) ist ein US-amerikanischer Ökonom, insbesondere Verhaltensökonom und Hochschullehrer.

## Leben
Nach dem Studium an der Washington and Lee University sowie der Carnegie Mellon University, erlangte er an der letzteren den Grad eines Ph.D. Von 1976 bis 1981 war er Assistenzprofessor an der University of Minnesota, von 1982 bis 1983 dort Associate Professor. 1983 wechselte er an die University of Virginia. Dort war er bis 1989 Associate Professor, von 1989 bis 1996 Wirtschaftsprofessor.
Von 1996 bis 2002 hatte Holt die Merrill H. Bankard-Professur, seit 2003 die A. Willis Robertson-Professur für Political Economy der University of Virginia inne. Seit 2003 ist er zudem Honorarprofessor der Universität von Amsterdam. 
Von 1991 bis 1993 war Holt Präsident der Economic Science Association und von 1993 bis 1996 sowie 2001 bis 2002 war er Direktor des Thomas Jefferson Center for Political Economy. 2002 bekleidete er das Amt des Präsidenten der Southern Economic Association und von 2009 bis 2010 das des Präsidenten der Society of Economic Educators.